# PIANO&BEST
『PIANO&BEST』（ピアノ アンド ベスト）は、星村麻衣のベスト・アルバム。2009年3月11日にSME Recordsから発売された。

## 概要
本作のベストのテーマは「裸足のピアノガール、2種のベストでおいしく徹底解剖」となっている。星村にとって初のCD2枚組での発売となり、初回生産限定盤のみ、初のライブ映像が収録されたDVDが同梱となり、2枚組CD+DVDの3枚組となる。
デビュー7年目での初ベスト・アルバム。ピアノを中心としたアレンジでセルフプロディース・セルフカバーをし、アコースティックヴァージョンとして新たにレコーディングされた「PIANO BEST」と、それまでのシングル曲をリリースの新しい順で並べた「SINGLE BEST」の2種類のベストから構成されている。
自身が「星村麻衣と言えば、ピアノ」と語っているように幼少期から慣れ親しんだピアノには特別な思い入れがあり、ピアノアレンジでのベストも同時収録されることとなった。
ジャケット写真は初めて自身が掲載されておらず、ピアノのハンマー・鍵盤キーなどのパーツが星をかたどっている写真が使用されている。

## 収録曲

### CD
作詞・作曲：星村麻衣（特記以外）

#### DISC1.「PIANO BEST」
- 全曲、ピアノを中心としたアレンジで本人がセルフプロデュースを行った、アコースティックヴァージョンでのピアノセルフカバー盤。

1. I miss you (5:18)
  - 編曲：星村麻衣・四家卯大
  - ピアノ演奏での新曲。DISC2の新曲の「好きなんです」とは逆の内容で、好きな人を忘れられない気持ちを歌った楽曲。
2. ひかり (5:36)
  - 作詞・作曲：星村麻衣・シライシ紗トリ　編曲：星村麻衣・家原正樹
  - 14thシングル。本人が出演するラジオ番組・インターネット番組では披露されていたが、アコースティックVer.としては初収録。
3. regret (4:45)
  - 編曲：星村麻衣・四家卯大
  - 13thシングル「regret」のアコースティックVer.。
4. 素直になれない (5:17)
  - 編曲：星村麻衣
  - 8thシングル「素直になれない」のアコースティックVer.。
5. ひまわり (5:10)
  - 作詞：星村麻衣・前田たかひろ　編曲：星村麻衣
  - 5thシングル「ひまわり」のアコースティックVer.。
6. ストーリー (4:41)
  - 編曲：星村麻衣・四家卯大
  - 1stアルバム『SOUP』に収録されていた「ストーリー」のアコースティックVer.。

#### DISC2.「SINGLE BEST」
- シングルリリースが新しい作品順で星村麻衣の歴史をたどれる、シングルコレクション盤。

1. 好きなんです [4:22]
  - 編曲：本間昭光
  - 2年前から暖めてきた楽曲で、今回のベストで新曲として日の目を見ることとなった。ミルクティーの好きな人に恋愛をしている女の子の気持ちを歌った曲で、ダメなところがあってもそういったところも「好きなんです」という恋愛中の女の子が描かれている楽曲。仮タイトルは「ミルクティー」だったが、アルバムリリースのギリギリの時間でタイトル変更することにした、と自身が語っている[2]。
2. ひかり [5:19]
  - 作詞・作曲：星村麻衣・シライシ紗トリ　編曲：シライシ紗トリ・千住明
  - 14thシングル・3rdアルバム『MY LIFE』収録曲。リリース時に精力的な活動を行い、各種メディアで「裸足のピアノガール」の愛称で紹介されるようになった楽曲。
3. regret [4:12]
  - 編曲：鈴木Daichi秀行
  - 13thシングル・3rdアルバム『MY LIFE』収録曲。
4. かけがえのない人へ [4:25]
  - 編曲：鈴木Daichi秀行
  - 12thシングル・3rdアルバム『MY LIFE』収録曲。
5. 瞬間、ストロボ。 [4:23]
  - 編曲：Falsetto de Es
  - 11thシングル・3rdアルバム『MY LIFE』収録曲。
6. 桜日和 [4:21]
  - 編曲：Falsetto de Es
  - 10thシングル・3rdアルバム『MY LIFE』収録曲。
7. Merry Go Round [4:34]
  - 編曲：CHOKKAKU
  - 9thシングル・2ndアルバム『Joyful』収録曲。当時、シングル「Melodea」～アルバム『Joyful』の5作品は”Mai Hoshimura”名義での発売だった。これらの楽曲は”星村麻衣”名義でのリリースは初となる。
8. 素直になれない [4:02]
  - 編曲：CHOKKAKU
  - 8thシングル・2ndアルバム『Joyful』収録曲。
9. EVERY [4:19]
  - 編曲：absolute3
  - 7thシングル・2ndアルバム『Joyful』収録曲。
10. Melodea [4:09]
  - 編曲：YANAGIMAN
  - 6thシングル・2ndアルバム『Joyful』収録曲。
11. ひまわり [5:08]
  - 作詞：星村麻衣・前田たかひろ　編曲：井上羽弐・星村麻衣
  - 5thシングル・2ndアルバム『Joyful』収録曲。『Joyful』で収録されている曲のアレンジと、シングルのアレンジは若干異なっている。
12. ビリーヴァー [3:51]
  - 編曲：Douglas Carr
  - 4thシングル・2ndアルバム『Joyful』収録曲。『Joyful』で収録されている曲の曲始りサビの後の歌いだしが、シングルのとは異なり、シングルは曲始りサビの後はすぐAメロに入るが、アルバムは間奏が少し存在している。
13. GET HAPPY [3:57]
  - 編曲：南徹・星村麻衣　Strings arranged by 村上達哉
  - 3rdシングル・1stアルバム『SOUP』収録曲。初のドラマ主題歌となった。
14. Cherish [4:25]
  - 編曲：南徹・星村麻衣　Strings arranged by 村上達哉
  - 2ndシングル・1stアルバム『SOUP』収録曲。
15. Stay With You  [4:30]
  - 編曲：西平彰
  - 1stシングル・1stアルバム『SOUP』収録曲。
  - 星村は「Stay With You」のリリース前にプレデビューシングルとして「夏色のキャンバス」を発売したが、今回のベストには未収録となった。

### DVD
（初回生産限定盤のみ付属）
- 2008年10月30日に渋谷duo MUSIC EXCHANGEにて行われた1夜限りのワンマンライブから収録された、初のライブ映像が収められたDVD。

1. ラヴ・チューニング
  - 編曲：シライシ紗トリ
  - 最近のイベントやライブでは、1曲目に演奏されることの多い楽曲。シングル「regret」c/wとして収録されていた楽曲。
2. 桜日和
3. regret
4. 素直になれない
5. Stay With You
6. Crash!
  - 編曲：：渡辺徹
  - アルバム『MY LIFE』収録曲。アルバムの収録曲の中では他の曲との印象が異なる楽曲。
7. ひかり
8. Flower
  - 編曲：本間昭光
  - アルバム『MY LIFE』収録曲。